# Un disco per l'estate 1982
L'edizione 1982 di Saint Vincent estate, la passerella di canzoni senza gara che sostituisce per alcuni anni Un disco per l'estate, e quest'anno denominata più precisamente Una canzone per la vostra estate, è suddivisa in due fasi.
La serata dedicata alle canzoni interpretate da artisti affermati va in onda in televisione sulla Rete Uno lunedì 7 giugno (la trasmissione era prevista per sabato 5, ma viene rinviata a causa di uno sciopero della sede RAI di Torino), presentata da Memo Remigi e Carole André, con la regia di Luigi Bonori.
Nell'ambito della manifestazione vengono inoltre registrate le esibizioni di alcune voci nuove, che vanno in onda in due serate, denominate Saint Vincent giovani, condotte da Vanna Brosio e trasmesse il 6 ed il 16 luglio.

## Partecipanti

### Big
- Paolo Mengoli - Ricominciare insieme
- Claudio Cecchetto - Fotostop
- Teresa De Sio - Voglia 'e turnà
- Umberto Tozzi - Eva
- Marcella: Problemi
- Gianni Togni - Vivi
- Patty Pravo - Parole
- Sandro Giacobbe - Sarà la nostalgia
- Loredana Bertè - Non sono una signora
- Ron - Occhi da chi s'è visto s'è visto
- Riccardo Cocciante - Celeste nostalgia
- Gianni Morandi - Come posso ancora amarti
- Rettore - Lamette
- Luca Barbarossa - La strada del sole
- Eduardo De Crescenzo - Mani
- Miguel Bosé - Bravi ragazzi
- Genesis - Paperlate
- Rockets - Radio Station
- Roxy Music - More than this
- Leo Sayer - Heart (Stop beating in time)
- Secret Service - Flash in the night
- Adam Ant - Goody two shoes
- Nina Hagen
- Rick Springfield
- Randy Crawford
- Nicole

### Giovani
- Eros Ramazzotti: Ad un amico (testo di E. Ramazzotti; musica di R. Colombo)
- Fiordaliso: Maschera (testo di Depsa; musica di P. Pirazzoli)
- Goran Kuzminac: Stella del Nord
- Alex Damiani: Michelle
- Fabio Concato: Domenica bestiale
- RADAR: Una Splendida Emicrania[1]
- Giorgio Conte: Zona Cesarini
- Collage: Ed io canto per te
- Massimo Morante: Corsari
- Daniele Del Duca: Ragazza di miele
- Santino Rocchetti
- Luca Falcone
- Ciro
- Riccardo Azzurri: Mi sto innamorando ancora